# Amédée de Noé
Charles Amédée de Noé, conocido como Cham (26 de enero de 1818 - 6 de septiembre de 1879), fue un caricaturista y litógrafo francés. Durante la guerra de Crimea realizó numerosas dibujos satíricos antirrusos.

## Biografía
Nació en París y fue criado por una familia que deseaba que asistiera a una escuela politécnica. En cambio, asistió a talleres de pintura y comenzó a trabajar como dibujante. Finalmente tomó el seudónimo de Cham.
En 1839, publicó su primer libro, Monsieur Lajaunisse, que inició una carrera que abarcaría 40 000 dibujos. En 1843, comenzó a publicar sus ilustraciones en periódicos como Le Charivari, publicación en la que estuvo en plantilla durante treinta años. Los trabajos posteriores incluyeron Proudhon en voyage e Histoire comique de l'Assemblée Nationale. Escribió una serie de obras cómicas hacia el final de su vida. Murió en París en 1879.
Cham era conocido por su interpretación racista de los franceses de color. Se dirigía específicamente a las mujeres negras y las dibujaba como caricaturas estereotipadas parecidas a animales. Un ejemplo es su caricatura de Alejandro Dumas vestido de nodriza, que era una profesión popular para las mujeres negras en la Francia posesclavista del siglo XIX. En otra caricatura diferente, se refirió a la leche de una nodriza negra como "cera para zapatos negra".